# (21428) Junehokim
(21428) Junehokim (1998 FR103) – planetoida z pasa głównego asteroid okrążająca Słońce w ciągu 3,37 lat w średniej odległości 2,25 j.a. Odkryta 31 marca 1998 roku.